# Aurahi (Dhanusa)
Aurahi (nep. औरही) – gaun wikas samiti w środkowej części Nepalu w strefie Dźanakpur w dystrykcie Dhanusa. Według nepalskiego spisu powszechnego z 2011 roku liczył on 961 gospodarstw domowych i 5589 mieszkańców (2677 kobiet i 2912 mężczyzn).